# انبوه‌رده‌ها
انبوه‌رده‌ها (نام علمی: Athrotaxis) نام یک سرده از تیره سرویان است. این سرده سه گونه دارد و در زیرخانواده انبوه‌رده‌واران (Athrotaxidoideae) جای می‌گیرد.